# Königsbronn
Königsbronn är en kommun och ort i Landkreis Heidenheim i regionen Ostwürttemberg i Regierungsbezirk Stuttgart i förbundslandet Baden-Württemberg i Tyskland.  Folkmängden uppgår till cirka 
7 000 invånare, på en yta av 45 kvadratkilometer.